# Aptenobracon formicoides
Aptenobracon formicoides är en stekelart som beskrevs av Marsh 1965. Aptenobracon formicoides ingår i släktet Aptenobracon och familjen bracksteklar. Inga underarter finns listade.